# Queenscliffe Borough
Queenscliffe Borough is een Local Government Area (LGA) in Australië in de staat Victoria. Queenscliffe Borough telt 3.230 inwoners. De hoofdplaats is Queenscliff.